# 洛厄爾 (北卡羅萊納州)
洛厄爾（英語：Lowell）是一個位於美國北卡羅萊納州加斯頓縣的城市。

## 人口
根據2020年美國人口普查的數據，洛厄爾的面積為9.53平方千米，當中陸地面積為9.52平方千米，而水域面積為0.01平方千米。當地共有人口3654人，而人口密度為每平方千米383人。